# Proales halophila
Proales halophila är en hjuldjursart som beskrevs av Adolf Remane 1929. Proales halophila ingår i släktet Proales och familjen Proalidae. Arten är reproducerande i Sverige. Inga underarter finns listade i Catalogue of Life.